# المنظمة الآثورية الديمقراطية
المنظمة الآثورية الديمقراطية (بالسريانية: ܣܘܪܝܝܐ مطَكَستا آثورَيثا ديمُقراطيثا) أو اختصارا مطاكاستا/مطاكاستو، هي منظمة سياسية سورية تسعى لتمثيل الآشورين/السريان في مناطق تواجدهم وبخاصة بسوريا وأوروبا.

## التاريخ
تأسست المنظمة في 15 تموز 1957, فهي بذلك تعتبر أقدم حزب سياسي آشوري/سرياني في سوريا. وتركز تواجدها التاريخي منذ ذلك الحين بمنطقة الجزيرة الفراتية وخاصة بمدينة القامشلي التي شهدت هجرة واسعة من قبل سريان تركيا بعد مجازر سيفو ولاحقا الآشورين بعد مجزرة سميل. تعتبر نشاطات المنظمة محظورة في سوريا كما تم اعتقال وسجن بعض المنتمين لها وخاصة خلال حملة اعتقالات واسعة سنة 1986 شملت العديد من المنتمين ما أدى لانتقال العديد من أعضائها إلى المهجر وخاصة في ألمانيا والسويد.

## دورها خلال الأحتجاجات السورية سنة 2011
أدى نشوب الاحتجاجات السورية سنة 2011 إلى انقسام داخلي بالمنظمة، فبينما دعى قيادييها الرئيس السوري بشار الأسد إلى التنحي وتأسيس ديمقراطية في سوريا، ووقعوا على إعلان دمشق. طالب آخرون بعدم المشاركة بالمظاهرات بحجة أن لمنظميها توجهات تسعى لإقامة دولة إسلامية وإعطاء حكم ذاتي للأكراد بمنطقة الجزيرة السورية.

## وصلات خارجية
- المباديء الأساسية للمنظمة, ADO world